# جورج آبي (ملاكم)
جورج آبي (17 مايو 1937 بطوكيو في اليابان - 1 سبتمبر 2019) (باليابانية: 安部譲二) هو مصارع محترف ومضيف طيران وروائي وملاكم ياباني.

## روابط خارجية
- جورج آبي على موقع IMDb (الإنجليزية)
- جورج آبي على موقع قاعدة بيانات الفيلم (الإنجليزية)
- جورج آبي على موقع ANN person (الإنجليزية)